# Кадышево (Ульяновская область)
Кадышево — село Карсунского района Ульяновской области России. Входит в Горенское сельское поселение.

## История
Основано в первой половине XVII в. переселенцами из Арзамаса.
В 1679 году, после возведения церкви Покрова Богородицы, село стало назваться «Покровское».
В 1685 году, село Покровское Кадышево тож, вотчинная земля боярина и дворецкого князя Василия Федоровича Одоевского. К началу XVIII в. село стало частью вотчины стольника М. Ртищева, затем оно перешло во владение графа генерал-поручика А. Дмитриева-Мамонова. Следующим владельцем другой части села был И. С. Фонвизин.
В 1780 году, при создании Симбирского наместничества, село Кадышево вошло в состав Котяковского уезда.
В 1848 году графиней Дмитриевой-Мамоновой был построен деревянный храм; колокольня к нему построена прихожанами в 1865 году. Престол в нём в честь Покрова Пресвятые Богородицы. Часовен три: а) деревянная часовня на месте алтаря сгоревшего в 1839 году храма; б) деревянная часовня в конце села, построена прихожанами, и в) деревянная же часовня вне села. На кладбище в 1883 году построена деревянная усыпальница. 
В 1859 году село Кадышево (Покровское), в составе 2-го стана Карсунского уезда Симбирской губернии, имелась церковь, сельское училище. 
В 1869 году открылась земская школа.
В 1912 году, на средства крестьян, была построена новая, каменная, церковь (не сохранилась).
В 1930 году в селе появился колхоз «Красный борец», а через год ещё один – «Ленинский путь», в 1950 году они были объединены в колхоз имени С. М. Кирова.
В Великую Отечественную войну, на фронт  ушло 496 человек, из них  226 человек домой не вернулись. 
В 1963 году в селе была открыта средняя школа.
В 1970 году в селе был построен ДК на 300 мест, в 1971 году – магазин «Сура», новое здание правления колхоза. 
В 2014 году здесь  прошёл один из этапов первого этнокультурного туристско-спортивного фестиваля «Из прошлого в будущее»: на берегах ласковой и приветливой Суры, в объятиях старинного, былинного, величаво красивого села Кадышево был устроен грандиозный праздник. Со сцены звучали песни многочисленных исполнителей, рядом исполнялись танцевальные номера. Немало людей привлекла выставка местного СДК, включавшая в себе музейные экспонаты, различные поделки, стенды, посвященные творчеству Н. В. Нарышкина, а также истории села.

## Достопримечательности
- В 1985 году в центре села воздвигнут обелиск в память не вернувшихся с Великой Отечественной войны[7].
- На Долгой Поклонной горе, близ села, стараниями Нарышкина, в 2003 году установлен 7-метровый крест, олицетворяющий вечность и дань великого уважения ко всем умершим кадышевцам[7][8].
- В 2002 году в местной школе был открыт сельский музей[7].

## Население
| 2010 |
| ---- |
| 296  |

| 1926 | 1970 | 1979 | 1989 | 2002 | 2010 |
| ---- | ---- | ---- | ---- | ---- | ---- |
| 3319 | 1226 | 370  | 282  | 423  | 329  |

## Известные уроженцы, жители
- Николай Васильевич Нарышкин (Махотин) — профессор Казанского национального исследовательского технического университета (бывш. КГТУ-КАИ) им. А. Н. Туполева.
- Антонов Вячеслав Александрович — российский автор и исполнитель. Участник Первой чеченской войны, жил в селе.